# Магальяйнш, Жозе
Жозе Виейра Коуту да Магальяйнш (Магальяйнс, порт. José Vieira Couto de Magalhães; 1 ноября 1837, Диамантина — 14 сентября, 1898, Рио-де-Жанейро) — бразильский политик, государственный деятель, военный, писатель
, фольклорист, юрист.

## Биография
Изучал математику в Военной академии Рио-де-Жанейро, прослушал курс полевой артиллерии в Лондоне. Позже, в 1859 году окончил юридический факультет университета Сан-Паулу.
Хорошо зная внутренние районы Бразилии, был инициатором речной паровой навигации по рекам Бразильского плоскогорья. Служил советником штата Гояс и Мату-Гросу. Избирался депутатом парламентов этих штатов.
Губернатор штатов Гояс (1863—1864), Пара (1864—1866), Мату-Гросу (1867—1868) и Сан-Паулу (1889).
Предприниматель. Занимался экспортом кож в Англию, владел частью бумажной фабрики, инвестировал в недвижимость и т. д. Создал судоходную компанию, которая работала на реке Арагуая.
Магальяйнш говорил на французском, английском, немецком, итальянском, тупи и многочисленных диалектах коренных народов Бразилии. Одним из первых начал фольклорные исследования в Бразилии, опубликовав, среди прочего O Selvagem (Дикая природа) (1876) и Testes de antropologia (Тестирование антропологии) (1894).
В 1885 году на своей ферме основал первую астрономическую обсерваторию в штате Сан-Паулу.
Умер от последствий заболевания сифилисом.
Его именем названы города Коту-ди-Магальяйнс-ди-Минас и Коту-ди-Магальяйнс.

## Избранная библиография
- Viagem ao rio Araguaia (1863)
- O selvagem (1876)
- Ensaios de antropologia (1894)